# 东黄城根南街
39°55′08″N 116°24′26″E / 39.918775°N 116.407158°E
东黄城根南街，是位于北京市东城区西部的一条道路。

## 简介
东黄城根南街北起五四大街，与东黄城根北街连接，南到东安门大街，与晨光街连接。东黄城根南街，明朝属保大坊，称为“火道半边街”。清朝属镶白旗，称“东安门外北夹道”（参见《顺天府志》）。中华民国称“东皇城根”，后来将“皇”字改成“黄”字，以示破除帝制，称“东黄城根”（参见《燕都丛考》）。1949年后沿称。1965年北京市整顿地名时，将关家大院并入，改称“东黄城根南街”。文化大革命中，一度并入晨光街，后来恢复原名“东黄城根南街”。
东黄城根南街32号四合院原为“澹园”，1984年定为东城区文物保护单位，后来升格为北京市文物保护单位。东黄城根南街46号院原来是熊向晖居住。东黄城根南街48号院原是中国近代首位芭蕾舞蹈演员兼慈禧太后翻译的裕容龄居住。